# Nova Dolîna, Odesa
Nova Dolîna (în ucraineană Нова Долина) este un sat în raionul Odesa, regiunea Odesa, Ucraina, formată numai din satul de reședință.

## Demografie
Componența lingvistică a comunei Nova Dolîna
     Ucraineană (67,48%)
     Rusă (29,45%)
     Română (1,38%)
     Alte limbi (0,23%)
Conform recensământului din 2001, majoritatea populației comunei Nova Dolîna era vorbitoare de ucraineană (67,48%), existând în minoritate și vorbitori de rusă (29,45%) și română (1,38%).